# 이탈리아의 국가 시험
이탈리아의 국가 시험(이탈리아어: esame di Stato in Italia)은 이탈리아 고등학교의 학습 과정을 마무리하는 최종 시험이다. 공식적으로는 상위 중등 교육 과정의 최종 국가 시험(이탈리아어: Esame di Stato conclusivo del corso di studio di istruzione secondaria superiore), 줄여서 베를린구에르 개혁(이탈리아어: riforma Berlinguer)과 함께 국가 시험(Esame di Stato)이라고 한다. 오늘날에도 이는 1997년까지 시행된 성숙의 시험(이탈리아어: Esame di maturità)이라는 이름으로 알려져 있다.
고등학교는 졸업년도에 국가에서 실시하는 마투리타(maturità, 고등학교졸업자격시험)를 실시한다. 마투리타 합격자는 졸업시험 성적으로 전공과목 및 대학을 자유로이 선택한다. 단, 의과대학이나 치과대 등 일부 학부는 정원제로서 입학시험을 실시한다.

## 같이 보기
- 이탈리아의 교육
- 대학 교육 학점
- 이탈리아의 학업 성적 평가
- 마투라 (졸업 시험)